# José Francisco Molina
José Francisco Molina Jiménez (Valencia, 8 agosto 1970) è un allenatore di calcio ed ex calciatore spagnolo, di ruolo portiere, tecnico del Mohun Bagan SG.

## Carriera

### Calciatore

#### Club
La carriera di Molina è legata all'Atlético Madrid, con cui vinse campionato e Coppa del Re nella stagione 1995-1996. In seguito giocò nel Deportivo la Coruña, vincendo una Coppa del Re e due Supercoppe spagnole.
Nel 2001 venne operato per un tumore ai testicoli. Il 15 ottobre 2002, in una conferenza stampa, annuncia il suo secondo ritiro sempre a causa di quel tumore che non riusciva a curare. Alla fine riuscì a vincere questo male: ricominciò ad allenarsi nel gennaio 2003, tornando per la prima volta in panchina contro la Juventus (in uno dei match della seconda fase a gironi della UEFA Champions League 2002-2003) e il sabato sera successivo venne schierato titolare contro il Rayo Vallecano. In questa stagione Molina disputerà poi 10 partite. L'anno successivo è titolare del Deportivo che arriva in semifinale nella UEFA Champions League 2003-2004. Fu protagonista nella rimonta della sua squadra che, dopo aver perso 4-1 l'andata dei quarti di finale a Milano contro il Milan, passò il turno vincendo 4-0 il ritorno al Riazor con le reti di Pandiani, Valerón, Luque e Fran grazie anche alle parate di Molina. Il Deportivo verrà poi eliminato in semifinale dal Porto di José Mourinho che vincerà la competizione.
Nella stagione 2006-2007 ha giocato con il Levante, e dopo una stagione da svincolato si è ritirato dall'attività.

#### Nazionale
Esordisce con la Nazionale spagnola il 24 aprile 1996 in amichevole contro la Norvegia. Non ha esordito fra i pali in Nazionale, subentrando all'infortunato Juan Manuel López, essendo rimasto l'ultima riserva disponibile.
Fece parte della spedizione spagnola agli Europei del 1996 ed ai Mondiali del 1998, ma ha difeso i pali spagnoli da titolare solo successivamente, negli Europei del 2000. Qui perde subito il posto da titolare, a causa di un errore che consente il gol-vittoria alla Norvegia alla prima gara.
Dopo quell'errore non ha più giocato con la selezione spagnola, nonostante un apprezzabile cartellino di 9 presenze e soli 3 gol subiti.

### Allenatore
Il 22 dicembre 2011 viene assunto come allenatore del Villarreal in sostituzione di Juan Carlos Garrido, ma viene a sua volta sollevato dall'incarico il 18 marzo 2012 con la squadra al quart'ultimo posto in classifica.
Alla guida del club indiano dell'Atlético de Kolkata ha vinto la Indian Super League nel 2016.

## Statistiche

### Cronologia presenze e reti in nazionale
| Cronologia completa delle presenze e delle reti in nazionale ― Spagna | Cronologia completa delle presenze e delle reti in nazionale ― Spagna | Cronologia completa delle presenze e delle reti in nazionale ― Spagna | Cronologia completa delle presenze e delle reti in nazionale ― Spagna | Cronologia completa delle presenze e delle reti in nazionale ― Spagna | Cronologia completa delle presenze e delle reti in nazionale ― Spagna | Cronologia completa delle presenze e delle reti in nazionale ― Spagna | Cronologia completa delle presenze e delle reti in nazionale ― Spagna |
| Data                                                                  | Città                                                                 | In casa                                                               | Risultato                                                             | Ospiti                                                                | Competizione                                                          | Reti                                                                  | Note                                                                  |
| --------------------------------------------------------------------- | --------------------------------------------------------------------- | --------------------------------------------------------------------- | --------------------------------------------------------------------- | --------------------------------------------------------------------- | --------------------------------------------------------------------- | --------------------------------------------------------------------- | --------------------------------------------------------------------- |
| 24-4-1996                                                             | Oslo                                                                  | Norvegia                                                              | 0 – 0                                                                 | Spagna                                                                | Amichevole                                                            | -                                                                     | 78’                                                                   |
| 18-8-1999                                                             | Varsavia                                                              | Polonia                                                               | 1 – 2                                                                 | Spagna                                                                | Amichevole                                                            | -                                                                     | 73’                                                                   |
| 13-11-1999                                                            | Vigo                                                                  | Spagna                                                                | 0 – 0                                                                 | Brasile                                                               | Amichevole                                                            | -                                                                     |                                                                       |
| 17-11-1999                                                            | Siviglia                                                              | Spagna                                                                | 0 – 2                                                                 | Argentina                                                             | Amichevole                                                            | -2                                                                    |                                                                       |
| 26-1-2000                                                             | Cartagena                                                             | Spagna                                                                | 3 – 0                                                                 | Polonia                                                               | Amichevole                                                            | -                                                                     | 81’                                                                   |
| 23-2-2000                                                             | Spalato                                                               | Croazia                                                               | 0 – 0                                                                 | Spagna                                                                | Amichevole                                                            | -                                                                     |                                                                       |
| 29-3-2000                                                             | Barcellona                                                            | Spagna                                                                | 2 – 0                                                                 | Italia                                                                | Amichevole                                                            | -                                                                     | 46’                                                                   |
| 3-6-2000                                                              | Göteborg                                                              | Svezia                                                                | 1 – 1                                                                 | Spagna                                                                | Amichevole                                                            | -                                                                     | 27’ 63’                                                               |
| 13-6-2000                                                             | Rotterdam                                                             | Spagna                                                                | 0 – 1                                                                 | Norvegia                                                              | Euro 2000 - 1º turno                                                  | -1                                                                    |                                                                       |
| Totale                                                                |                                                                       | Presenze                                                              | 9                                                                     |                                                                       | Reti                                                                  | -3                                                                    |                                                                       |

### Statistiche da allenatore
Statistiche aggiornate al 27 ottobre  2024.
| Stagione        | Squadra           | Campionato      | Campionato | Campionato | Campionato | Campionato | Coppe nazionali | Coppe nazionali | Coppe nazionali | Coppe nazionali | Coppe nazionali | Coppe continentali | Coppe continentali | Coppe continentali | Coppe continentali | Coppe continentali | Altre coppe | Altre coppe | Altre coppe | Altre coppe | Altre coppe | Totale | Totale | Totale | Totale | % Vittorie | Piazzamento |
| Stagione        | Squadra           | Comp            | G          | V          | N          | P          | Comp            | G               | V               | N               | P               | Comp               | G                  | V                  | N                  | P                  | Comp        | G           | V           | N           | P           | G      | V      | N      | P      | %          | Piazzamento |
| --------------- | ----------------- | --------------- | ---------- | ---------- | ---------- | ---------- | --------------- | --------------- | --------------- | --------------- | --------------- | ------------------ | ------------------ | ------------------ | ------------------ | ------------------ | ----------- | ----------- | ----------- | ----------- | ----------- | ------ | ------ | ------ | ------ | ---------- | ----------- |
| gen.-mar. 2012  | Villarreal        | PD              | 11         | 3          | 3          | 5          | CR              | -               | -               | -               | -               | UCL                | -                  | -                  | -                  | -                  | -           | -           | -           | -           | -           | 11     | 3      | 3      | 5      | 27,27      | Sub, Eson   |
| 2013-mar. 2014  | Getafe B          | SDB             | 30         | 9          | 5          | 16         | -               | -               | -               | -               | -               | -                  | -                  | -                  | -                  | -                  | -           | -           | -           | -           | -           | 30     | 9      | 5      | 16     | 30,00      | Eson        |
| 2014-2015       | Kitchee           | PL              | 16         | 11         | 3          | 2          | HKFACup+CdL     | 3+4             | 2+4             | 1+0             | 0+0             | ACL+AFC            | 1+7                | 0+4                | 0+2                | 1+1                | CS          | 3           | 2           | 0           | 1           | 34     | 23     | 6      | 5      | 67,65      | 1°          |
| 2016            | ATK               | ISL             | 14+3       | 4+1        | 8+2        | 2          | -               | -               | -               | -               | -               | -                  | -                  | -                  | -                  | -                  | -           | -           | -           | -           | -           | 17     | 5      | 10     | 2      | 29,41      | 4°          |
| gen.-feb. 2018  | Atlético San Luis | PD              | 8          | 1          | 1          | 6          | cMX             | 3               | 1               | 0               | 2               | -                  | -                  | -                  | -                  | -                  | -           | -           | -           | -           | -           | 11     | 2      | 1      | 8      | 18,18      | Eson        |
| 2024-2025       | Mohun Bagan SG    | ISL             | 27         | 19         | 5          | 3          | DC              | 5               | 2               | 3               | 0               | ACL2               | 1                  | 0                  | 1                  | 0                  | SC          | 0           | 0           | 0           | 0           | 33     | 21     | 9      | 3      | 63,64      | 1°          |
| Totale carriera | Totale carriera   | Totale carriera | 109        | 48         | 27         | 34         |                 | 15              | 9               | 4               | 2               |                    | 9                  | 4                  | 3                  | 2                  |             | 3           | 2           | 0           | 1           | 136    | 63     | 34     | 39     | 46,32      |             |

## Palmarès

### Calciatore

#### Club
- Campionato spagnolo: 1

Atlético Madrid: 1995-1996
- Coppa di Spagna: 2

Atlético Madrid: 1995-1996
Deportivo La Coruña: 2001-2002
- Supercoppa di Spagna: 2

Deportivo La Coruña: 2000, 2002

#### Individuale
- Trofeo Zamora: 1

1995-1996

### Allenatore

#### Competizioni nazionali
- Premier League (Hong Kong): 1

Kitchee: 2014-2015
- Hong Kong Football Association Cup: 1

Kitchee: 2014-2015
- Coppa di Lega di Hong Kong: 1

Kitchee: 2014-2015
- Indian Super League: 2

Atlético de Kolkata: 2016
Mohun Bagan SG: 2024-2025
- ISL Shield: 1

Mohun Bagan SG: 2024-2025